# قسطنطين الجرجري
قسطنطين الجرجري كان زعيمًا أرمنيًا حكم المنطقة المحيطة بجرجر (جرجر الحديثة) في أواخر القرن الحادي عشر وأوائل القرن الثاني عشر.

## السيرة

### الأصول
يظهر قسطنطين كأحد القادة الأرمن الذين سيطروا على أجزاء من مملكة فيلاريتوس براشاميوس بعد وفاته. ويبدو أن قسطنطين كان له أخ واحد يُدعى داوتوك (والذي ورد ذكره في السجلات باسم تافنوز أو تافتوك أو طبتوك).

### التفاعل مع الفرنجة
في شباط 1098، رافق قسطنطين بالدوين البولوني، الذي وصل مؤخرًا إلى الرها لتحصين المدينة، في حملة بالدوك إلى صمصاد. يظهر بعد ذلك كأحد المتآمرين الذين أسقطوا ثوروس، ووفقًا لألبرت آخن [الإنجليزية]، كان هو الشخص الذي اقترح وضع بالدوين في مكان ثوروس. بعد الانقلاب، ارتبط قسطنطين ارتباطًا وثيقًا ببالدوين، واقترح جيرارد ديديان [الإنجليزية] أن ابنة شقيقه داوتوك، أردا [الإنجليزية]، هي التي تزوجها بالدوين في وقت ما بعد ذلك.